# Борисов Юрій Миколайович
Юрій Миколайович Борисов (нар. 1938 — 20 квітня 2016, місто Санкт-Петербург) — металург, учений, колишній директор Дніпровського металургійного комбінату. Доктор технічних наук.

## Біографія
Освіта вища.
У 1960—1970-ті роки працював старшим майстром, інженером-технологом на металургійному заводі імені Ілліча у місті Жданові Донецької області.
У 1970-ті роки — провідний спеціаліст-технолог, з 1972 року — начальник конвертерного цеху № 2 Новокузнецького металургійного заводу РРФСР. Потім працював головним сталеплавильником, начальником виробничого відділу Західно-Сибірського та Череповецького металургійних заводів РРФСР.
У 1982—1986 роках — заступник головного інженера з конвертерного виробництва Дніпровського металургійного комбінату імені Дзержинського Дніпропетровської області.
У 1986—1990 роках — директор Єнакієвського металургійного заводу Донецької області.
У 1990—1994 роках — генеральний директор Дніпровського металургійного комбінату імені Дзержинського Дніпропетровської області.
Потім — на пенсії у місті Санкт-Петербурзі.

## Нагороди
- орден Трудового Червоного Прапора
- медалі
- заслужений працівник промисловості Української РСР
- лауреат премії Ради Міністрів СРСР